# Нічниця мала
{{#ifeq:0|0|{{#if:|{{#if:Myotisalcathoe|[[]}}|}}}}
Нічни́ця мала, або нічниця Алкатоя (Myotis alcathoe) — кажан, один з видів роду нічниця (Myotis). Цей вид нічниць названий на честь однієї з мініад, яких за легендами Діоніс перетворив на кажанів.

## Таксономія
Раніше таксон входив до складу Myotis mystacinus; вид диференціювали на основі каріологічних, генетичних та ехолокаційних ознак.

## Поширення
Країни проживання: Болгарія, Чехія, Франція, Німеччина, Греція, Угорщина, Чорногорія, Румунія, Сербія, Словаччина, Іспанія, Швейцарія. Нещодавно вид виявлено також у Австрії, Польщі, Бельгії, Великій Британії, Україні. Також виявлений у Швеції та європейській Туреччині
На Балканському півострові в основному пов'язаний з вологими платановими лісами в долинах річок та ярів з невеликими потоками, ховаючись там влітку в дуплах дерев. У Німеччині мешкає в дубових лісах. Може також траплятися у сільських садах та міських середовищах проживання.

## Стиль життя
Про екологію і поведінку цього виду поки мало відомо. Myotis alcathoe полює на дрібних комах, що трапляються йому в польоті над водою і кронами дерев.

## Морфологія
Найменший з європейських видів цього роду. Довжина передпліччя 30,5–32,0 мм, вага тіла 3,6–5,0 грамів; тіло покрите коротким, шовковистим хутром. Задня частина тіла коричнева, черевце світле, майже біле, вуха короткі. Писочок світло-коричневого або навіть тілесного кольору, набагато яскравіше, ніж в тісно пов'язаного виду Myotis mystacinus.

## Загрози й охорона
Головною загрозою є втрата лісів і дерев з дуплами, які служать домом для колоній цієї нічниці. Вид захищений національним законодавством у більшості країн. Є також міжнародно-правові зобов'язання щодо охорони видів через Боннську конвенцію (Eurobats) і Бернську конвенцію. Він включений у Додаток IV Директиви ЄС про середовища існування та види, і деякі види охорони середовища існування можуть бути надані за допомогою програми Natura 2000.
Внесена до Червоної книги України 2021 р. у статусі зникаючий вид під назвою нічниця мала.